# Aluterus schoepfii
Aluterus schoepfii är en fiskart som beskrevs av Walbaum 1792. Aluterus schoepfii ingår i släktet Aluterus och familjen filfiskar. Inga underarter finns listade i Catalogue of Life.
Arten bedömdes år 2014 av FishBase som Livskraftig.

## Utbredning och levnadssätt
A. schopfii förekommer i både västra och östra Atlanten, inberäknat Mexikanska golfen, och har observerats vid kusterna från Nova Scotia till Brasilien respektive från Mauretanien till Angola, på mellan 3 och 900 meters djup. Arten återfinns oftast nära sjöbotten täckt av sjögräs, sand eller gyttja; ynglen dock vid flytande sargassotång. Fiskarna är växtätare. Från fiskesynpunkt betraktas A. schoepfii som skräpfisk, men i viss mån har arten saluförts som akvariefisk.